# Amphinomida
Ordre
Synonymes
- famille Amphinomidae (préféré par NCBI)[2]

Les Amphinomida sont un ordre de polychètes marins vagiles. 

## Liste des familles
Selon World Register of Marine Species (11 janvier 2019) :
- famille Amphinomidae Lamarck, 1818
- famille Euphrosinidae Williams, 1852

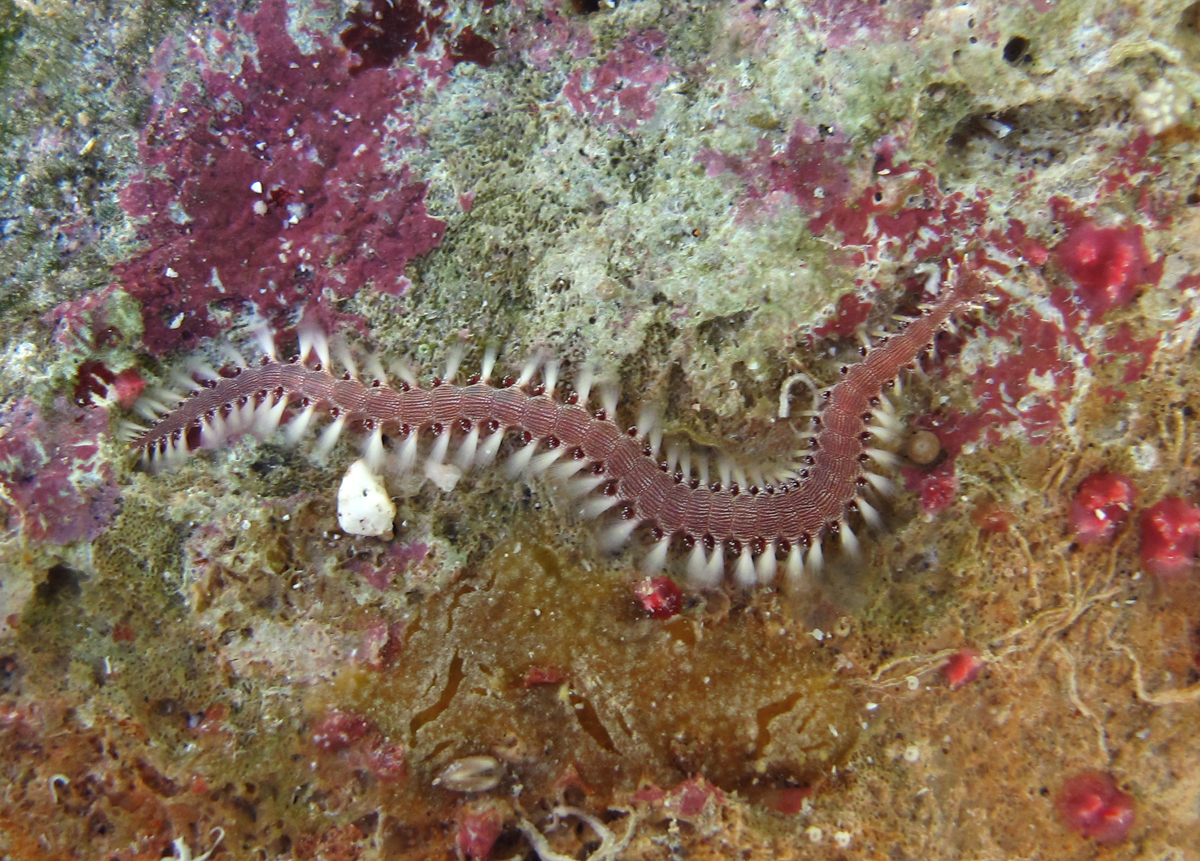
Pherecardia striata, un Amphinomidae
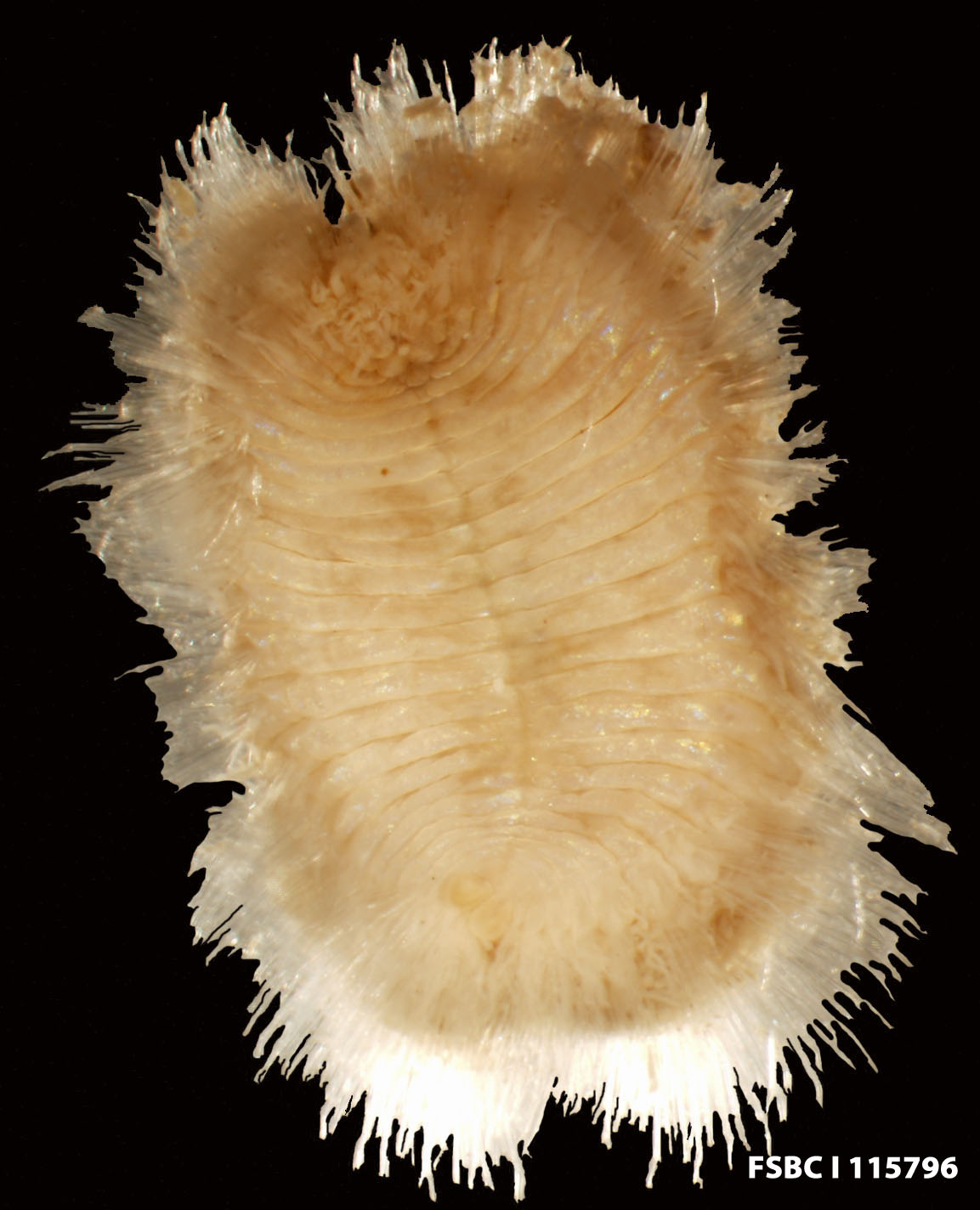
Euphrosine triloba, un Euphrosinidae

## Publication originale
- Fauchald, 1977 : The Polychaete Worms. Definitions and Keys to the Orders, Families and Genera. Natural History Museum of Los Angeles County, The Allan Hancook Fundation (University of Southern California), sér. 28 (texte intégral) (en).